# Holendry Kozienickie
Holendry Kozienickie – wieś sołecka w Polsce położona w województwie mazowieckim, w powiecie kozienickim, w gminie Kozienice.
W latach 1975–1998 miejscowość administracyjnie należała do województwa radomskiego.
Wierni kościoła rzymskokatolickiego należą do parafii Świętego Krzyża w Kozienicach.